# 米哈伊利夫卡 (霍爾利夫卡市鎮)
米哈伊利夫卡（烏克蘭語：Михайлівка）是位於烏克蘭東部的村莊，由頓涅茨克州霍爾利夫卡區的霍爾利夫卡市鎮負責管轄。該村海拔高度215米，2001年該村落人口627，其中約八成居民是俄羅斯人。